# Jüan Jüe
Jüan Jüe (čínsky pchin-jinem Yuán Yuè, znaky tradiční 袁悦, * 25. září 1998 Jang-čou) je čínská profesionální tenistka. Ve své dosavadní kariéře na okruhu WTA Tour vyhrála jeden singlový a dva deblové turnaje. V rámci okruhu ITF získala pět titulů ve dvouhře a tři ve čtyřhře.
Na žebříčku WTA byla ve dvouhře nejvýše klasifikována v květnu 2024 na 36. místě a ve čtyřhře v březnu 2025 na 64. místě. Trénuje ji Jose Hernandez Fernandez. Dříve tuto roli plnil Nan Jang.
V čínském týmu Billie Jean King Cupu debutovala v roce 2022 blokem 1. skupiny asijsko-oceánské zóny proti Novému Zélandu, v němž vyhrála nad Vivian Yangovou. Číňanky zvítězily 3–0 na zápasy. Do dubna 2024 v soutěži nastoupila k šesti mezistátním utkáním s bilancí 5–0 ve dvouhře a 2–0 ve čtyřhře.

## Tenisová kariéra

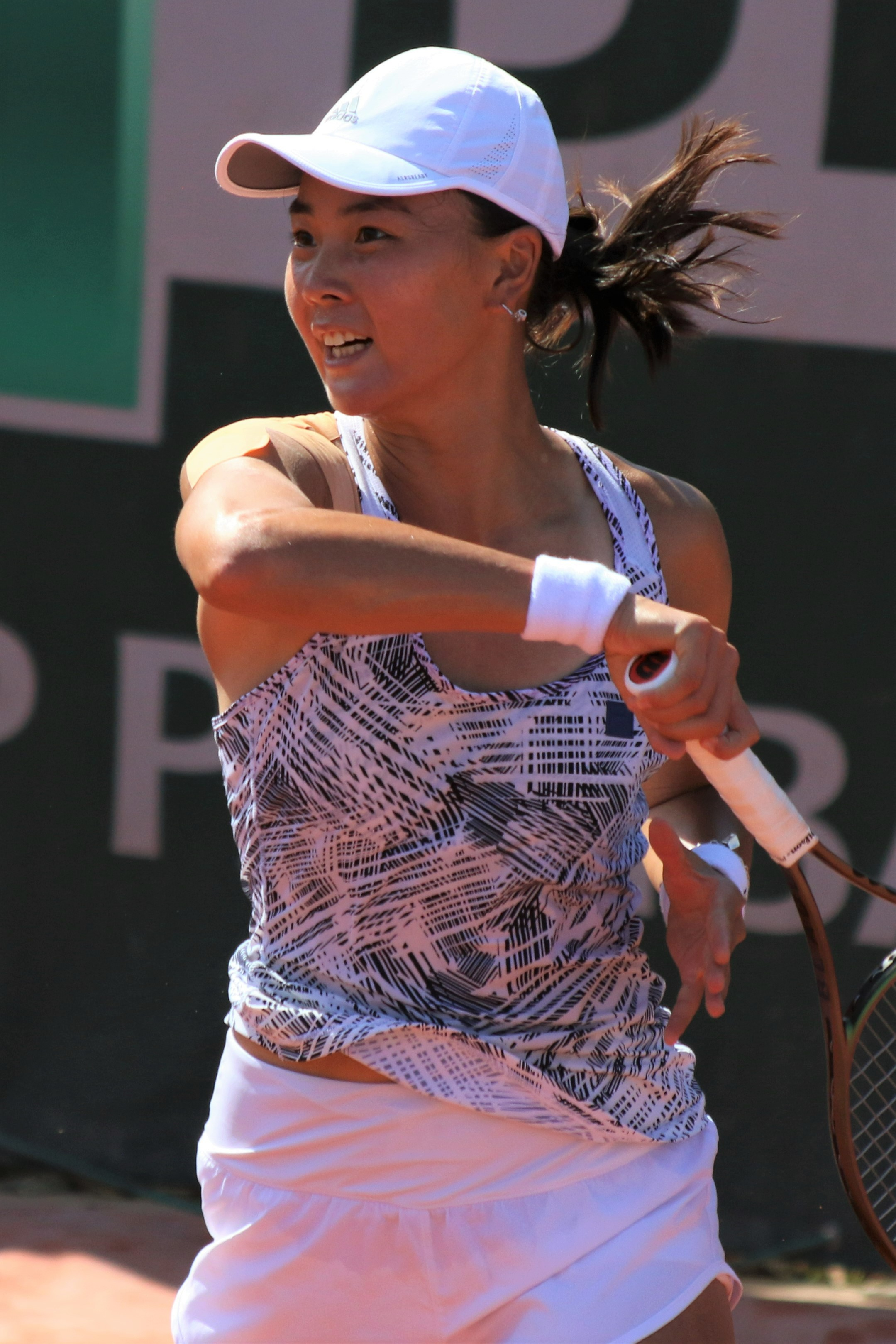
Forhend v kvalifikaci French Open 2022

V rámci okruhu ITF debutovala v březnu 2015, když na turnaji v Ťiang-menu dotovaném 10 tisíci dolary obdržela divokou kartu. Ve druhém kole podlehla Norce Emmě Floodové ze šesté světové stovky. Premiérový titul v této úrovni tenisu vybojovala během května 2019 ve Wu-chanu, na turnaji s rozpočtem 25 tisíc dolarů. Ve finále přehrála šestou nasazenou Japonku Akiko Omaeovou ze čtvrté stovky žebříčku. O dva týdny později přes Rachimovovou postoupila do finále v thajském Nonthaburi. V něm ale nestačila na Turkyní İpek Soyluovou.
Na okruhu WTA Tour debutovala červencovou čtyřhrou Jiangxi Open 2018 v Nan-čchangu, do níž získala divokou kartu s krajankou Liou Jen-ni. Na úvod však prohrály s indonéskou dvojicí Beatrice Gumuljová a Jessy Rompiesová. Dvouhru si premiérově zahrála opět na divokou kartu na tchienťinském Tianjin Open 2018, kde ji vyřadila stá padesátá žena světa Liou Fang-čou po třísetovém průběhu. Členku elitní světové stovky poprvé porazila v kvalifikaci pekingského China Open 2019, kde si poradila s Tunisankou Ons Džabúrovou figurující na 54. místě žebříčku. Do dvouhry ji poté nepustila Bernarda Peraová.
Ve druhém kole kvalifikace Australian Open 2021 zdolala Eugenii Bouchardovou, než ji zastavila Francouzka Chloé Paquetová. Ve druhé fázi kvalifikace Livesport Prague Open 2021 nenašla recept na Slovenku Rebeccu Šramkovou. Mezi říjnem 2021 a lednem 2022 vyhrála 22 z 27 zápasů. Během tohoto období se premiérově probojovala do semifinále turnaje série WTA 125K ve francouzském Angers, na němž startovala jako kvalifikantka. Přes Küngovou, Minnenovou a Fettovou postoupila mezi poslední angerskou čtveřici, kde jí stopku vystavila krajanka ze sedmé desítky Čang Šuaj. V kategorii WTA 1000 debutovala březnovým Miami Open 2022. V kvalifikačním turnaji prošla přes Martinu Trevisanovou a Tatjanu Mariovou. Miamskou dvouhru ale časně opustila po porážce od americké kvalifikantky Lauren Davisové z konce první světové stovky.

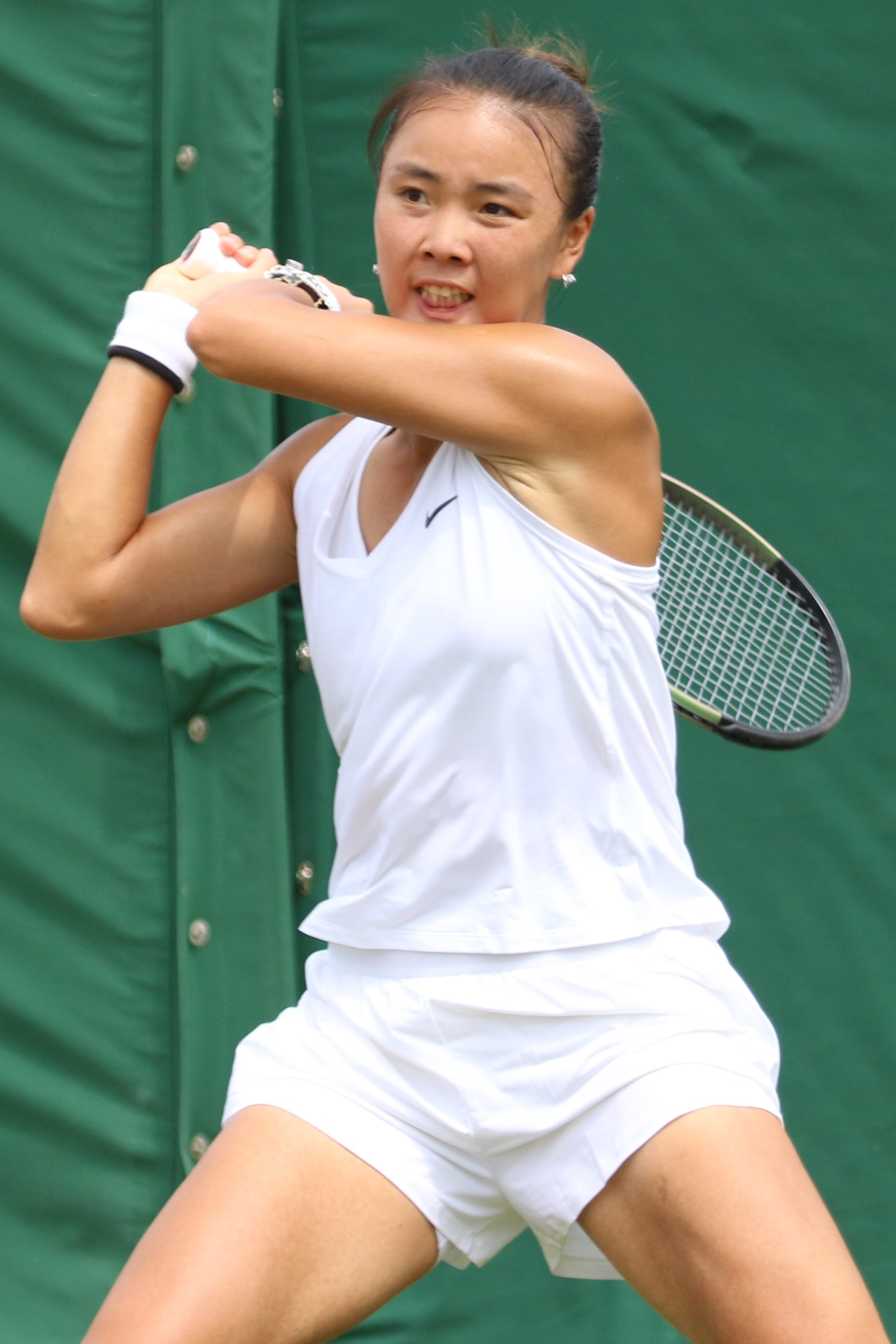
Bekhend v kvalifikaci Wimbledonu 2023

V hlavní grandslamové soutěži se poprvé představila v ženském singlu Wimbledonu 2022 po účasti v tříkolové kvalifikaci. Přestože v jejím závěru prohrála s Catherine Harrisonovou, do dvouhry postoupila jako šťastná poražená díky odhlášení krajanky Wang Sin-jü. V úvodním kole však nenašla recept na americkou pětadvacátou hráčku klasifikace Amandu Anisimovovou. První zápas na túře WTA tak vyhrála až na US Open 2022, kde podruhé v řadě zvládla grandslamovou kvalifikační soutěž. V jejím závěru deklasovala Australanku Maddison Inglisovou. V newyorském singlu pak zdolala její krajanku Jaimee Fourlisovou a Rumunku Irinu-Camelii Beguovou.
Do čtvrtfinále, semifinále i finále dvouhry okruhu WTA Tour poprvé postoupila na říjnovém Korea Open 2023 v Soulu. Mezi poslední osmičkou podruhé přehrála členku Top 30, Marii Bouzkovou, a poté Američanku Eminu Bektasovou. V boji o titul však nestačila na americkou světovou čtyřku Jessicu Pegulaovou po dvousetovém průběhu, jíž podlehla už na US Open 2022. 
Premiérovou trofej na túře WTA vybojovala na austinském ATX Open 2024, kde postupně vyřadila pět hráček z druhé poloviny elitní stovky žebříčku. Cestou soutěží prohrála jediný set, hned ten úvodní s Arinou Rodionovovou a dalších deset zvládla. V semifinále ztratila jen tři gamy, když Anně Karolíně Schmiedlové nadělila „kanára“. Nejvýše postavenou soupeřkou se ve finále stala o tři roky mladší krajanka Wang Si-jü, jíž patřila 64. příčka. Obě odehrály první ryze čínské finále na okruhu od nančchangského Jiangxi Open 2018 a první takové mimo Asii od Estoril Open 2006. Po skončení debutovala v první světové padesátce, na 49. místě .

## Finále na okruhu WTA Tour
| Legenda                  |
| ------------------------ |
| D – dvouhra; Č – čtyřhra |
| Grand Slam (0)           |
| Turnaj mistryň (0)       |
| WTA 1000 (0)             |
| WTA 500 (1–0 Č)          |
| WTA 250 (1–1 D; 1–0 Č)   |

### Dvouhra: 2 (1–1)
| Stav       | č. | datum          | turnaj                | kategorie | povrch | soupeřka ve finále | výsledek      |
| ---------- | -- | -------------- | --------------------- | --------- | ------ | ------------------ | ------------- |
| Finalistka | 1. | 15. října 2023 | Soul, Jižní Korea     | WTA 250   | tvrdý  | Jessica Pegulaová  | 2–6, 3–6      |
| Vítězka    | 1. | 3. března 2024 | Austin, Spojené státy | WTA 250   | tvrdý  | Wang Si-jü         | 6–4, 7–6(7–4) |

### Čtyřhra: 2 (2–0)
| Stav    | č. | datum          | turnaj                | kategorie | povrch | spoluhráčka     | soupeřky ve finále                         | výsledek         |
| ------- | -- | -------------- | --------------------- | --------- | ------ | --------------- | ------------------------------------------ | ---------------- |
| Vítězka | 1. | 20. října 2024 | Ning-po, Čína         | WTA 500   | tvrdý  | Demi Schuursová | Nicole Melichar-Martinezová Ellen Perezová | 6–3, 6–3         |
| Vítězka | 2. | březen 2025    | Austin, Spojené státy | WTA 250   | tvrdý  | Anna Blinkovová | Čang Šuaj McCartney Kesslerová             | 3–6, 6–1, [10–4] |

## Finále série WTA 125

### Čtyřhra: 1 (0–1)
| Legenda       |
| ------------- |
| WTA 125 (0–1) |

| Stav       | č. | datum      | turnaj             | povrch | spoluhráčka  | soupeřky ve finále                  | výsledek              |
| ---------- | -- | ---------- | ------------------ | ------ | ------------ | ----------------------------------- | --------------------- |
| Finalistka | 1. | srpen 2019 | Karlsruhe, Německo | antuka | Chan Sin-jün | Lara Arruabarrenová Renata Voráčová | 7–6(7–2), 4–6, [4–10] |

## Tituly na okruhu ITF
| Legenda         | Legenda         |
| --------------- | --------------- |
| Turnaje W100    | Turnaje W80     |
| Turnaje W75/W60 | Turnaje W50     |
| Turnaje W35/W25 | Turnaje W15/W10 |

### Dvouhra (5 titulů)
| Č. | datum         | turnaj                   | kategorie | povrch    | poražená finalistka | výsledek      |
| -- | ------------- | ------------------------ | --------- | --------- | ------------------- | ------------- |
| 1. | květen 2019   | Wu-chan, Čína            | W25       | tvrdý     | Akiko Omaeová       | 6–3, 7–6(8–6) |
| 2. | prosinec 2021 | Selva Gardena, Itálie    | W25       | tvrdý (h) | Erika Andrejevová   | 6–2, 7–6(7–4) |
| 3. | leden 2022    | Traralgon, Austrálie     | W60       | tvrdý     | Paula Ormaecheaová  | 6–3, 6–2      |
| 4. | říjen 2022    | Las Vegas, Spojené státy | W60       | tvrdý     | Diana Šnajderová    | 4–6, 6–3, 6–1 |
| 5. | listopad 2023 | Takasaki, Japonsko       | W100      | tvrdý     | Harriet Dartová     | 5–7, 7–5, 6–0 |

### Čtyřhra (3 tituly)
| Č. | datum      | turnaj                         | kategorie | povrch | spoluhráčka          | poražené finalistky                  | výsledek         |
| -- | ---------- | ------------------------------ | --------- | ------ | -------------------- | ------------------------------------ | ---------------- |
| 1. | srpen 2019 | Ťi-nan, Čína                   | W60       | tvrdý  | Čeng Wu-šuang        | Samantha Murrayová Eden Silvaová     | 1–6, 6–4, [10–7] |
| 2. | říjen 2021 | Lagos, Portugalsko             | W25       | tvrdý  | Diāna Marcinkēvičová | Miriam Kolodziejová Jesika Malečková | bez boje         |
| 3. | duben 2023 | Charlottesville, Spojené státy | W60       | antuka | Sophie Changová      | Nao Hibinová Fanny Stollárová        | 6–3, 6–3         |